# Hipocrisy Is the Greatest Luxury
Az 1992-es Hypocrisy Is the Greatest Luxury a The Disposable Heroes of Hiphoprisy debütáló nagylemeze. A kritikusok méltatták, annak ellenére, hogy messze állt az akkor divatosnak számító gangsta-funktól. Az album szerepel az 1001 lemez, amit hallanod kell, mielőtt meghalsz című könyvben.
A Television, the Drug of the Nation kislemezen is megjelent, melyet Michael Franti előző zenekara, a The Beatnigs rögzített.

## Az album dalai
|     | Cím                                   | Szerző(k)        | Hossz |
| --- | ------------------------------------- | ---------------- | ----- |
| 1.  | Satanic Reverses                      | Michael Franti   | 4:45  |
| 2.  | Famous and Dandy (Like Amos and Andy) | Franti           | 6:34  |
| 3.  | Television, the Drug of the Nation    | Franti           | 6:38  |
| 4.  | Language of Violence                  | Franti           | 6:15  |
| 5.  | The Winter of the Long Hot Summer     | Franti           | 7:59  |
| 6.  | Hypocrisy Is the Greatest Luxury      | Franti           | 3:47  |
| 7.  | INS Greencard A-19 191 500            | Franti           | 1:36  |
| 8.  | Socio-Genetic Experiment              | Franti           | 4:19  |
| 9.  | Music and Politics                    | Franti           | 4:01  |
| 10. | Financial Leprosy                     | Franti           | 5:30  |
| 11. | California Über Alles                 | Franti           | 4:13  |
| 12. | Water Pistol Man                      | Biafra, Greenway | 5:55  |

## Közreműködők
- John Baker – hangmérnök
- Kim Buie – művészi vezető
- The Disposable Heroes of Hiphoprisy – szerkesztés, művészi vezető, keverés
- Michael Franti – hangszerelés, programozás, ének, háttérvokál
- Vivian Hall
- Mark Heimback-Nielsen – művészi vezető, dedign
- Charlie Hunter – basszusgitár, gitár, ének, hangok
- Jeff Mann – posztprodukciós hangmérnök
- Mark Pistel – hangszerelés, programozás, hangmérnök, keverés
- Pete Scaturro – hangmérnök
- Rono Tse – ütőhangszerek, dob, zaj, fémlap
- Barbara Walker – fényképészasszisztens
- Howie Weinberg – mastering
- Simone White – dob
- Mat Callahan – hangmérnök
- Jack Dangers – keverés
- Victor Hall – művészi vezető, fényképész
- Jay Blakesberg – fényképész
- Sean Mathis – fényképészasszisztens

## Fordítás
Ez a szócikk részben vagy egészben a Hypocrisy Is the Greatest Luxury című angol Wikipédia-szócikk ezen változatának fordításán alapul.  Az eredeti cikk szerkesztőit annak laptörténete sorolja fel. Ez a jelzés csupán a megfogalmazás eredetét és a szerzői jogokat jelzi, nem szolgál a cikkben szereplő információk forrásmegjelöléseként.